# Jerzy Woźniak (minister)
Jerzy Jan Woźniak (ur. 13 grudnia 1932 w Jaworzniku, zm. 15 maja 2023 w Warszawie) – polski inżynier metalurg, polityk i dyplomata. Minister gospodarki materiałowej (1983–1985) i minister gospodarki materiałowej i paliwowej (1985–1987).

## Życiorys
Syn Zygmunta i Bronisławy. Członek Związku Walki Młodych (1947–1948) i Związku Młodzieży Polskiej (1948–1956). W październiku 1954 został członkiem Polskiej Zjednoczonej Partii Robotniczej. Uzyskał tytuł zawodowy inżyniera metalurga w 1957 w Akademii Górniczo-Hutniczej w Krakowie, po czym został kierownikiem działu Huty „Batory” w Chorzowie. W 1966 przeniósł się na stanowisko zastępcy dyrektora w Hucie im. F. Dzierżyńskiego w Dąbrowie Górniczej, po czym od 1972 do 1973 pełnił tożsame stanowisko w Zjednoczeniu Hutnictwa Żelaza i Stali w Katowicach. 
Od 1973 do 1976 był dyrektorem naczelnym huty „Baildon”, następnie rozpoczął pracę na stanowisku podsekretarza stanu w Ministerstwie Hutnictwa i Ministerstwie Hutnictwa i Przemysłu Maszynowego. W rządzie Wojciecha Jaruzelskiego i w rządzie Zbigniewa Messnera pełnił urząd ministra gospodarki materiałowej (1983–1985) i ministra gospodarki materiałowej i paliwowej (1985–1987). W latach 1983–1988 członek Prezydium Rady Obywatelskiej Budowy Pomnika Szpitala Centrum Zdrowia Matki Polki, a w latach 1986–1988 członek Prezydium Społecznego Komitetu Odnowy Starego Miasta Zamościa. 
W latach 1988–1990 ambasador PRL/RP w Rumunii.
Został pochowany na Cmentarzu Wojskowym na Powązkach.

## Odznaczenia
Otrzymał m.in. następujące odznaczenia:
- Order Sztandaru Pracy II klasy
- Krzyż Kawalerski Orderu Odrodzenia Polski